# Estratosfera

Capas de la atmósfera.

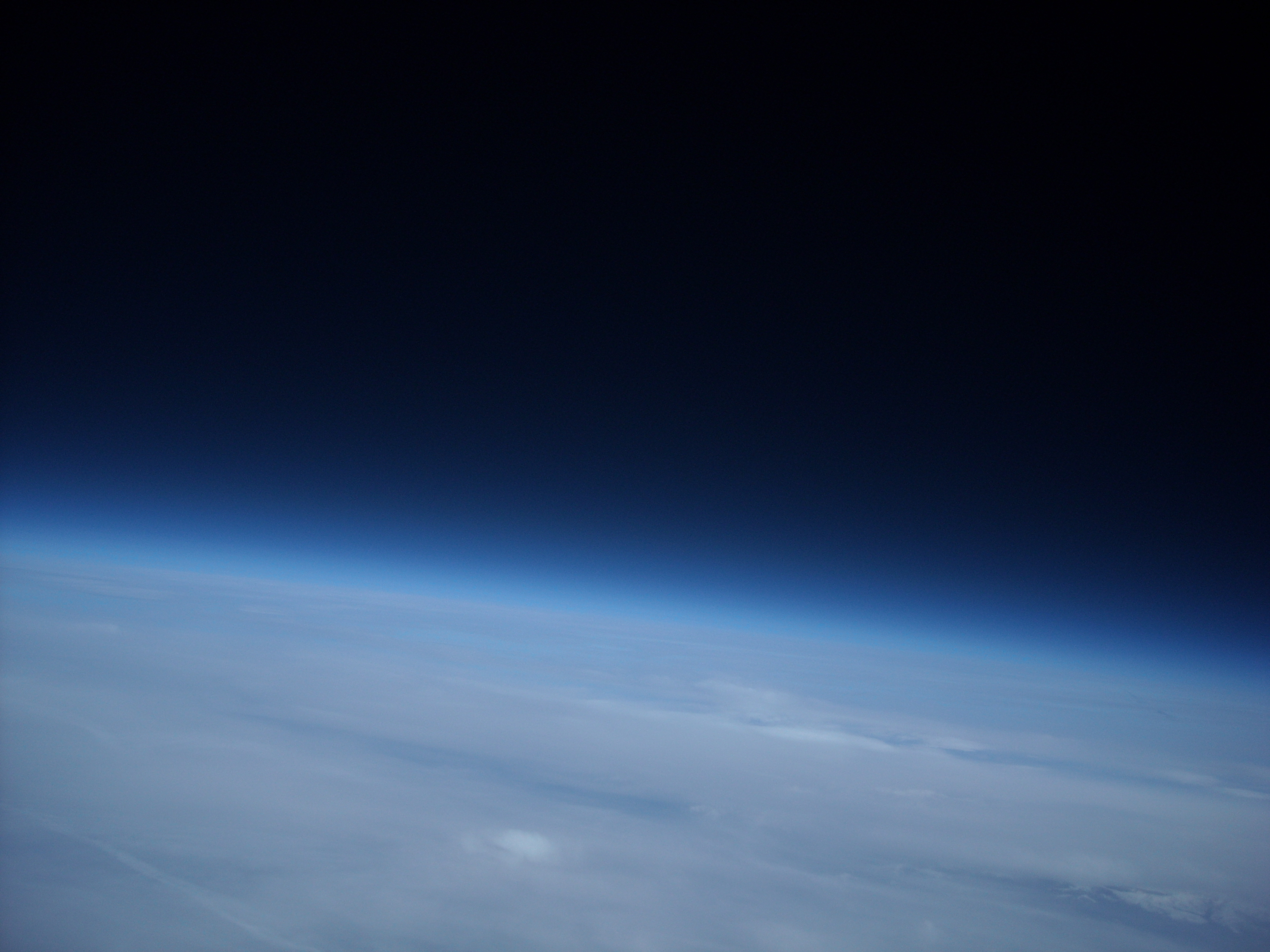
Imagen tomada desde la estratosfera.

La estratosfera o estratósfera es una de las capas de la atmósfera terrestre; está situada entre la troposfera y la mesosfera. La altura a la que comienza es variable: En las regiones polares a menor altura, entre 6 y 9 kilómetros o más; y en las regiones ecuatoriales entre 16 y 20 kilómetros. y se extiende hasta los 50 km de altura aproximadamente. 
La temperatura aumenta progresivamente desde los −55 °C de la tropopausa hasta alcanzar los 0 °C de la estratopausa, aunque según algunos autores puede alcanzar incluso los 17 °C o más. Es decir, en esta capa la temperatura aumenta con la altitud, al contrario de lo que ocurre en las capas superior e inferior. Esto es debido principalmente a la absorción de las moléculas de ozono que absorben radiación electromagnética en la región del ultravioleta.
En la parte baja de la estratosfera la temperatura es relativamente estable, y en toda la capa hay muy poca humedad.
En la estratosfera la mezcla horizontal de los componentes gaseosos se produce mucho más rápidamente que la mezcla vertical.
A una altura aproximadamente de 2,5 veces la altura del Everest y unas 112 veces el Empire State Building de Nueva York solo algunos aviones como el Mig-31 ruso, el SR-71, el Concorde, el U-2 y el UAV RQ-4 Global Hawk pueden volar a este nivel. Cerca del final de la estratósfera se encuentra la capa de ozono que absorbe la mayoría de los rayos ultravioleta del Sol.
El 14 de octubre de 2012 el austríaco Felix Baumgartner se lanzó desde la estratosfera a una altitud de 38 969 metros. Rompió así el récord de salto en caída libre desde punto más alto y el de vuelo tripulado en globo con una distancia a la superficie terrestre de 39 068 m. El 24 de octubre de 2014 este récord fue superado por el vicepresidente de Google, Alan Eustace (57 años), quien se lanzó desde una altura de 41 425 metros.